# Champions Trophy vrouwen 2014
De 21ste editie van de Champions Trophy hockey werd gehouden van 29 november 2014 tot en met 7 december 2014 in Mendoza, Argentinië. Het gastland won voor de vijfde keer in de laatste zes edities de Champions Trophy door in de finale Australië, na shoot-outs te verslaan.

## Geplaatste landen
| Data                                               | Toernooi                                           | Locatie                                            | Quotas | Gekwalificeerde teams              |
| -------------------------------------------------- | -------------------------------------------------- | -------------------------------------------------- | ------ | ---------------------------------- |
| Gastland                                           | Gastland                                           | Gastland                                           | 1      | Argentinië                         |
| 28 januari – 25 februari 2012                      | Champions Trophy vrouwen 2012                      | Rosario, Argentinië                                | 4      | Engeland Nederland Duitsland Japan |
| 29 september – 7 oktober 2012                      | Champions Challenge 2012                           | Dublin, Ierland                                    | 1      | Australië                          |
| Genomineerd door het uitvoerend bestuur van de FIH | Genomineerd door het uitvoerend bestuur van de FIH | Genomineerd door het uitvoerend bestuur van de FIH | 2      | China Nieuw-Zeeland                |
| Totaal                                             | Totaal                                             | Totaal                                             | 8      |                                    |

## Scheidsrechters
- Fanneke Alkemade
- Kelly Hudson
- Stephanie Judefind
- Mariana Reydo
- Lisa Roach

- Annelize Rostron
- Mercedes Sánchez
- Kylie Seymour
- Chieko Soma
- Sarah Wilson

## Groepsfase
Alle acht de landen gaan door naar de kwartfinales.

### Groep A
| Team          | Gsp | Gw | G | V | DV | DT | DS | Pnt |
| ------------- | --- | -- | - | - | -- | -- | -- | --- |
| Nieuw-Zeeland | 3   | 2  | 1 | 0 | 5  | 2  | +3 | 7   |
| Nederland     | 3   | 2  | 1 | 0 | 4  | 1  | +3 | 7   |
| Japan         | 3   | 0  | 1 | 0 | 2  | 4  | −2 | 1   |
| China         | 3   | 0  | 1 | 0 | 1  | 5  | −4 | 1   |

### Groep B
| Team       | Gsp | Gw | G | V | DV | DT | DS | Pnt |
| ---------- | --- | -- | - | - | -- | -- | -- | --- |
| Argentinië | 3   | 2  | 1 | 0 | 6  | 2  | 4  | 7   |
| Australië  | 3   | 2  | 1 | 0 | 6  | 3  | 3  | 7   |
| Duitsland  | 3   | 0  | 1 | 2 | 2  | 5  | −3 | 1   |
| Engeland   | 3   | 0  | 1 | 2 | 3  | 7  | −4 | 1   |

## Knock-outfase

### Kwartfinales
| 4 december 2014 |       |           |  |
| Nederland       | 1 – 0 | Duitsland |  |
|                 |       |           |  |

| 4 december 2014 |       |       |  |
| Australië       | 4 – 1 | Japan |  |
|                 |       |       |  |

| 4 december 2014 |       |          |  |
| Nieuw-Zeeland   | 3 – 1 | Engeland |  |
|                 |       |          |  |

| 4 december 2014 |       |       |  |
| Argentinië      | 7 – 2 | China |  |
|                 |       |       |  |

### Crossover 5 t/m 8
| 6 december 2014 |       |       |  |
| Engeland        | 3 – 1 | Japan |  |
|                 |       |       |  |

| 6 december 2014 |                |       |  |
| Duitsland       | 0 – 0 (4–5 SO) | China |  |
|                 |                |       |  |

### Halve finale
| 6 december 2014 |                |           |  |
| Nieuw-Zeeland   | 1 – 1 (0–3 SO) | Australië |  |
|                 |                |           |  |

| 6 december 2014 |       |            |  |
| Nederland       | 1 – 2 | Argentinië |  |
|                 |       |            |  |

### Wedstrijd voor de 7e plaats
| 7 december 2014 |       |           |  |
| Japan           | 3 – 5 | Duitsland |  |
|                 |       |           |  |

### Wedstrijd voor de 5e plaats
| 7 december 2014 |                |       |  |
| Engeland        | 1 – 1 (3–2 SO) | China |  |
|                 |                |       |  |

### Troostfinale
| 7 december 2014 |       |               |  |
| Nederland       | 2 – 1 | Nieuw-Zeeland |  |
|                 |       |               |  |

### Finale
| 7 december 2014 |                |           |  |
| Argentinië      | 1 – 1 (3–1 SO) | Australië |  |
|                 |                |           |  |

## Eindstand
1. Argentinië
2. Australië
3. Nederland
4. Nieuw-Zeeland
5. Engeland
6. China
7. Duitsland
8. Japan

## Beste spelers
De Argentijnse vedette Luciana Aymar werd in haar laatste toernooi uitgeroepen tot beste speelster en de Argentijnse Belén Succi was beste keeper. De Nederlandse Xan de Waard werd uitgeroepen tot beste jonge speler van het toernooi. De Argentijnse Carla Rebecchi en de Australische Jodie Kenny waren met vijf doelpunten topscorers van het toernooi.
Mannen:
Lahore 1978 ·
Karachi 1980 ·
Karachi 1981 ·
Amstelveen 1982 ·
Karachi 1983 ·
Karachi 1984 ·
Perth 1985 ·
Karachi 1986 ·
Amstelveen 1987 ·
Lahore 1988 ·
Berlijn 1989 ·
Melbourne 1990 ·
Berlijn 1991 ·
Karachi 1992 ·
Kuala Lumpur 1993 ·
Lahore 1994 ·
Berlijn 1995 ·
Chennai 1996 ·
Adelaide 1997 ·
Lahore 1998 ·
Brisbane 1999 ·
Amstelveen 2000 ·
Rotterdam 2001 ·
Keulen 2002 ·
Amstelveen 2003 ·
Lahore 2004 ·
Chennai 2005 ·
Barcelona 2006 ·
Kuala Lumpur 2007 ·
Rotterdam 2008 ·
Melbourne 2009 ·
Mönchengladbach 2010 ·
Auckland 2011 ·
Melbourne 2012 ·
Bhubaneswar 2014 ·
Londen 2016 ·
Breda 2018
Vrouwen:
Amstelveen 1987 ·
Frankfurt 1989 ·
Berlijn 1991 ·
Amstelveen 1993 ·
Mar del Plata 1995 ·
Berlijn 1997 ·
Brisbane 1999 ·
Amstelveen 2000 ·
Amstelveen 2001 ·
Macau 2002 ·
Sydney 2003 ·
Rosario 2004 ·
Canberra 2005 ·
Amstelveen 2006 ·
Quilmes 2007 ·
Mönchengladbach 2008 ·
Melbourne 2009 ·
Nottingham 2010 ·
Amstelveen 2011 ·
Rosario 2012 ·
Mendoza 2014 ·
Londen 2016 ·
Changzhou 2018